# 伯利兹的基督教
基督教是貝里斯的主要宗教信仰。最大的基督宗教教派是羅馬天主教，約佔貝里斯人口的40.1%（129456名信徒），比2000年的49.6%、1991 年的57.7%和1980年的61.9%有所減少，儘管信徒人數仍然有所上升。其他主要的基督宗教教派群體包括佔貝里斯人口8.4%的五旬節運動。貝里斯的聖公宗信徒占貝里斯的人口比例一直在穩定地下降，與1991年的6.95%相比，2010年只有4.7%的人口。貝里斯大約有12000名門諾會教徒（佔貝里斯人口的3.7%）。2010年貝里斯有1333名摩爾門教徒，但耶穌基督後期聖徒教會聲稱截至2015年有4807名成員。